# Trischalis metaligera
Trischalis metaligera är en fjärilsart som beskrevs av Butler 1892. Trischalis metaligera ingår i släktet Trischalis och familjen björnspinnare. Inga underarter finns listade i Catalogue of Life.